# Hypocala biarcuata
Hypocala biarcuata là một loài bướm đêm trong họ Noctuidae.